# 25mm口径弾

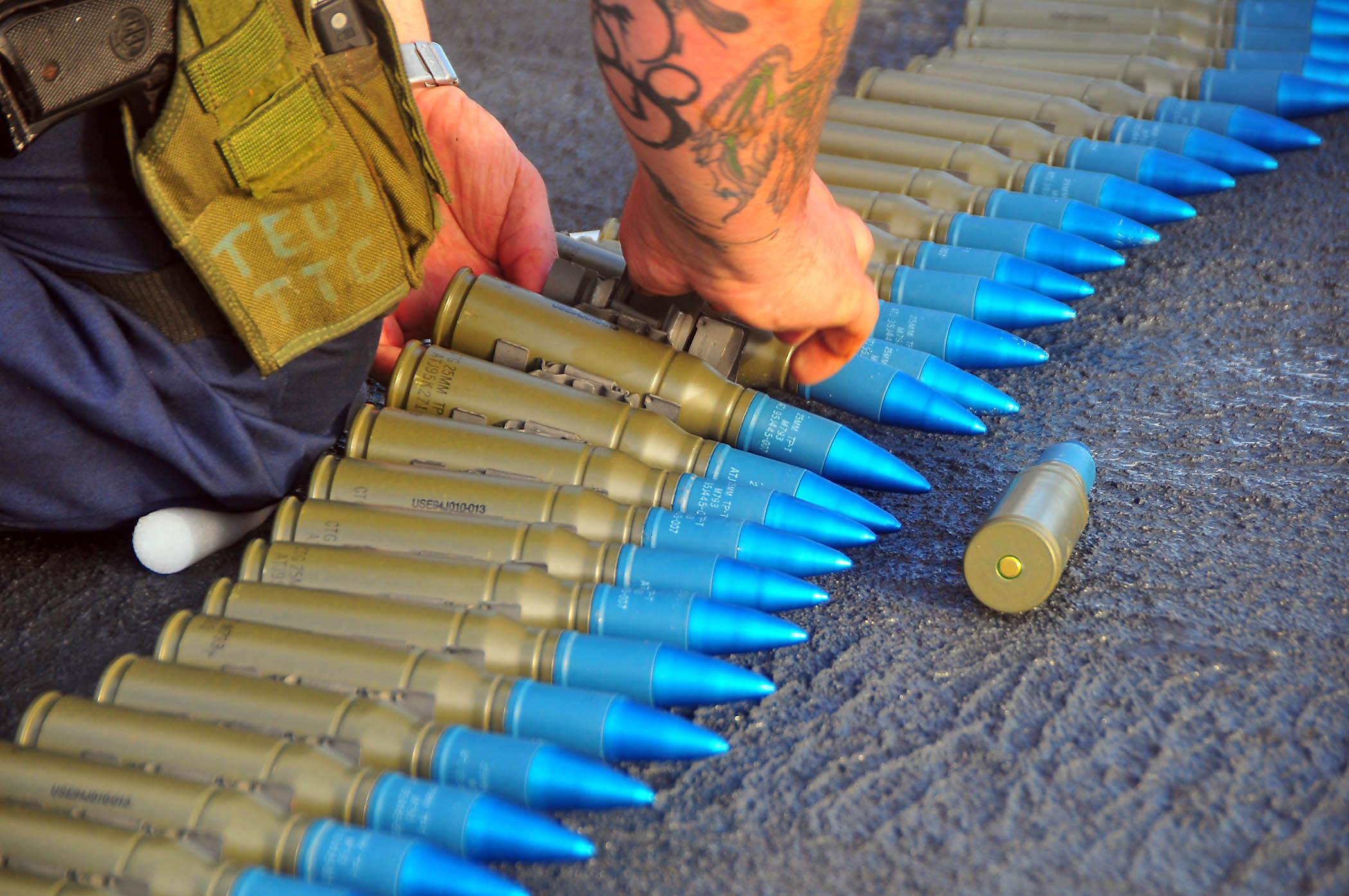
2009年1月29日、レイク・シャンプレイン艦上にて検査中のMk38用の25×137mm M793演習弾（曳光弾）。

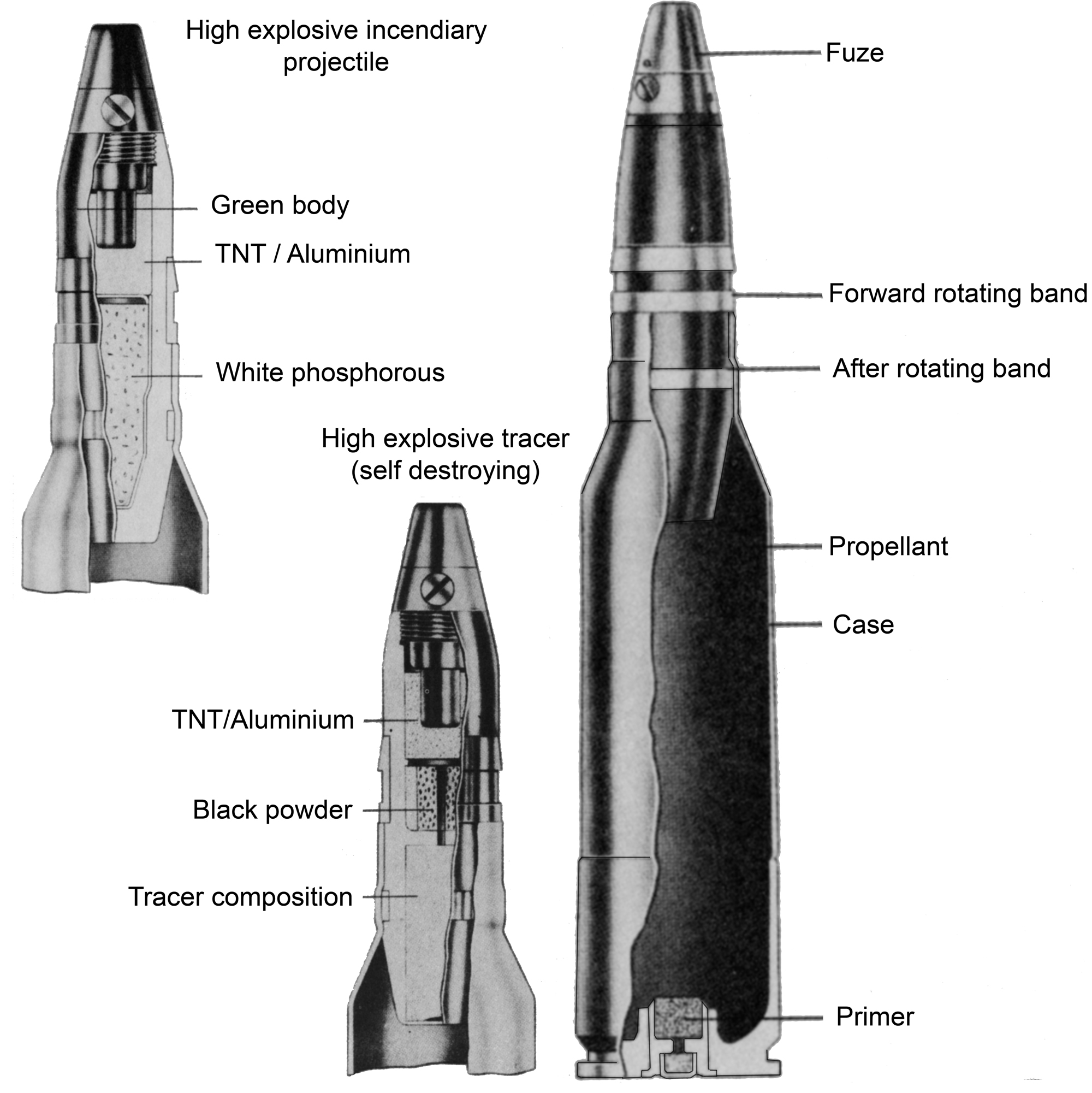
九六式二十五粍高角機銃の砲弾3種。

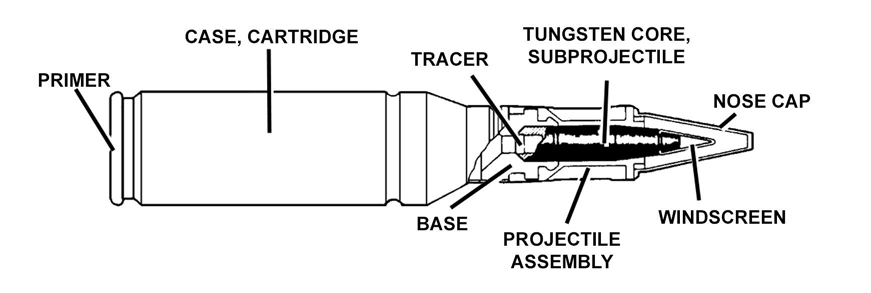
M791 25x137mm弾の構造図。

25mm口径弾（25ミリこうけいだん）は、口径25mmの弾薬。

## 使用
NATOにより標準化された25×137mm弾を筆頭に、エリコン KBB機関砲に使用される25×184mm弾、フランスが第二次世界大戦期に使用したオチキス 25mm対空機関砲の25×163mm弾及びオチキス 25mm対戦車砲の25×193.5mm弾、XM109に使用される25x59Bmmグレネード等が存在している。
対物・対人の両用で使用される。対人目的では開けた場所や遮蔽物の少ない状況において榴弾が、多人数に対する面制圧兵器として運用される。対物目的では、徹甲弾が航空機及び車両に対して有効に機能する。

## 種類
NATOで標準化された種類としては、榴弾、徹甲弾、装弾筒付弾、曳光弾、演習弾が知られている。実包は複数のカテゴリに含まれる物もあり、例えば図に示したM791は、曳光を伴う装弾筒付徹甲弾である。